# Montipora ehrenbergi
Espèce
Statut de conservation UICN

 DD  : Données insuffisantes
Statut CITES
Montipora ehrenbergi est une espèce de coraux appartenant à la famille des Acroporidae.